# بخش والویسکی
بخش والویسکی (به لاتین: Valuysky District) یک منطقهٔ مسکونی در روسیه است که در استان بیلگاراد واقع شده‌است.